# Lạp Pháp
Lạp Pháp (tiếng Mãn: ᠯᡝᡶᡠ) là nhai đạo của Giao Hà, Cát Lâm, Trung Quốc. Tọa lạc tại đông bắc của Giao Hà, cách xa với Giao Hà 12 km, là dưới núi Lạp Pháp. Phía đông là Tiền Tiến, phía đông nam là Ô Lâm, phía nam là Hà Nam, phía tây là Khánh Lĩnh, phía bắc là Tân Trạm. Diện tích là 327.35 km², có 57.6% là rừng. Lạp Pháp có 18 làng hành chính và 65 làng tự nhiên, và có 1 xã khu với 3 tiểu tổ. Nhai đạo là đóng tại làng Lạp Pháp.

## Lịch sử
Tên gọi ngày xưa là Lập Môn Tử (砬門子), nghĩa là cửa đá. Phía đông và phía tây là cao, phía giữa là thấp, hình dượng như cửa đá. Tên gọi tiếng Hán là chuyển từ tiếng Mãn Châu lefu, nghĩa là gấu.
1938 có Lạp Pháp thôn, 1959 có Lạp Pháp công xã, 1983 có Lạp Pháp hương, 1992 có Lạp Pháp trấn. 1997, 2 làng của Lạp Pháp (Tân Dân, Tiên Phong) được di chuyển cho Giao Hà. 2006, có Lạp Pháp nhai đạo.
Đây từng là chiến trường của Quốc Dân Đảng và Cộng Sản Đảng, là chiến đấu Lạp Pháp - Tân Trạm. Đường sắc Trường Đồ là mục tiêu tranh giành. Chiến đấu này đã xảy ra tại đêm 7 tháng 6 đến sáng hôm sau, 1946, Quốc Dân Đảng bị thất bại.

## Địa lý
Đông-tây là núi, phía nam là thung lũng. Có ba sông, sông Lạp Pháp chảy cùng nhau vào sông Giao ở phía nam. Đây có ga Lạp Pháp với đường sắc Trường Đồ, đường sắc Lạp Tân.

## Nhân khẩu
Lạp Pháp có 22,000 người vào năm 2011.

## Hành chính
Lạp Pháp có 1 xã khu và 18 làng.
- Xã khu:  Lạp Pháp (拉法)
- Làng: Lạp Pháp (拉法), Tân Hưng (新興), Đại Điện Tử (大甸子), Điền Bảo (田寶), Đại Pha (大坡), Hải Thanh (海青), Tống Gia (宋家), Nghĩa Hòa (義和), Ái Quốc (愛國), Sơn Chủy (山咀), Vĩnh Tân (永新), Bắc Đại (北大), Thường Gia (常家), Công An (公安), Tân Hương (新鄉), Thạp Bát Thưởng Địa (十八垧地), Tự Cường (自強), Hướng Dương (向陽)

## Tham Khảo
1. ↑  “吉林吉林市蛟河市拉法街道”. 博雅地名網.
2. 1 2  “拉法街道辦事處基本概況”. Lafa subdistrict. ngày 26 tháng 10 năm 2012.[liên kết hỏng]
3. 1 2 3  “拉法街道”. 行政區劃網. ngày 22 tháng 3 năm 2011.
4. ↑  “拉法「六七」戰鬥烈士紀念碑”. 松花江網. ngày 24 tháng 9 năm 2014.[liên kết hỏng]
5. ↑  “2013年統計用區劃代碼和城鄉劃分代碼：拉法街道辦事處”. 中華人民共和國國家統計局.